# Odynerus alpinus
Odynerus alpinus är en stekelart som beskrevs av Schulthess 1897. Odynerus alpinus ingår i släktet lergetingar, och familjen Eumenidae. Inga underarter finns listade i Catalogue of Life.